# Eucalyptus microcarpa
Eucalyptus microcarpa, o boj gris ("grey box"), es una especie de eucalipto endémico de  Australia. 

## Descripción
Es un árbol extendido con corteza fibrosa en el tronco y ramas inferiores, pero con corteza lisa y café grisácea en sus ramas superiores. Los capullos de las flores tienen tapas cónicas, las cuales aparecen desde finales de verano hasta el invierno, son de color crema. 

## Distribución y hábitat
La especie crece desde la Gran Cordillera Divisoria. Se encuentra en Queensland, Nueva Gales del Sur, Victoria y en Australia Meridional, incluyendo las Montes Lofty cerca de Adelaida. Se le asocia a bosques con herbazales y suelos margosos.

## Taxonomía
Eucalyptus microcarpa fue descrita por (Maiden) Maiden y publicado en A Critical Revision of the Genus Eucalyptus 6: 438. 1923.
Etimología
Eucalyptus: nombre genérico que proviene del griego antiguo: eû = "bien, justamente" y kalyptós = "cubierto, que recubre". En Eucalyptus L'Hér., los pétalos, soldados entre sí y a veces también con los sépalos, forman parte del opérculo, perfectamente ajustado al hipanto, que se desprende a la hora de la floración.
microcarpa: epíteto latíno que significa "con fruto pequeño".
Sinonimia
- Eucalyptus hemiphloia var. microcarpa Maiden
- Eucalyptus woollsiana R.T.Baker
- Eucalyptus aff. odorata W.Wimmera[4]

## Nombres comunes
Nombres alternativos incluyen Boj copa de eucalipto  (Gum-topped Box), Boj gris del interior (Inland Grey Box), Boj de hojas angostas (Narrow-leaved Box) y Boj gris del oeste Western Grey Box.